# Tierz
Tierz ist ein spanischer Ort und eine Gemeinde (Municipio) in den Pyrenäen mit 825 Einwohnern (Stand: 2024) an der Grenze zu Frankreich. Es liegt im Bewässerungssystem des Río Flumen in der Provinz Huesca der Autonomen Gemeinschaft Aragonien.

## Lage
Tierz liegt etwa fünf Kilometer östlich von Huesca. 

## Geschichte
Die erste urkundliche Erwähnung geschah 1097, als Peter von Aragón dem Kloster Santa Cruz de la Serós Grundbesitz in Tierz schenkte.

## Sehenswürdigkeiten
- Kirche Mariä Himmelfahrt
- Einsiedelei Unserer Lieben Frau

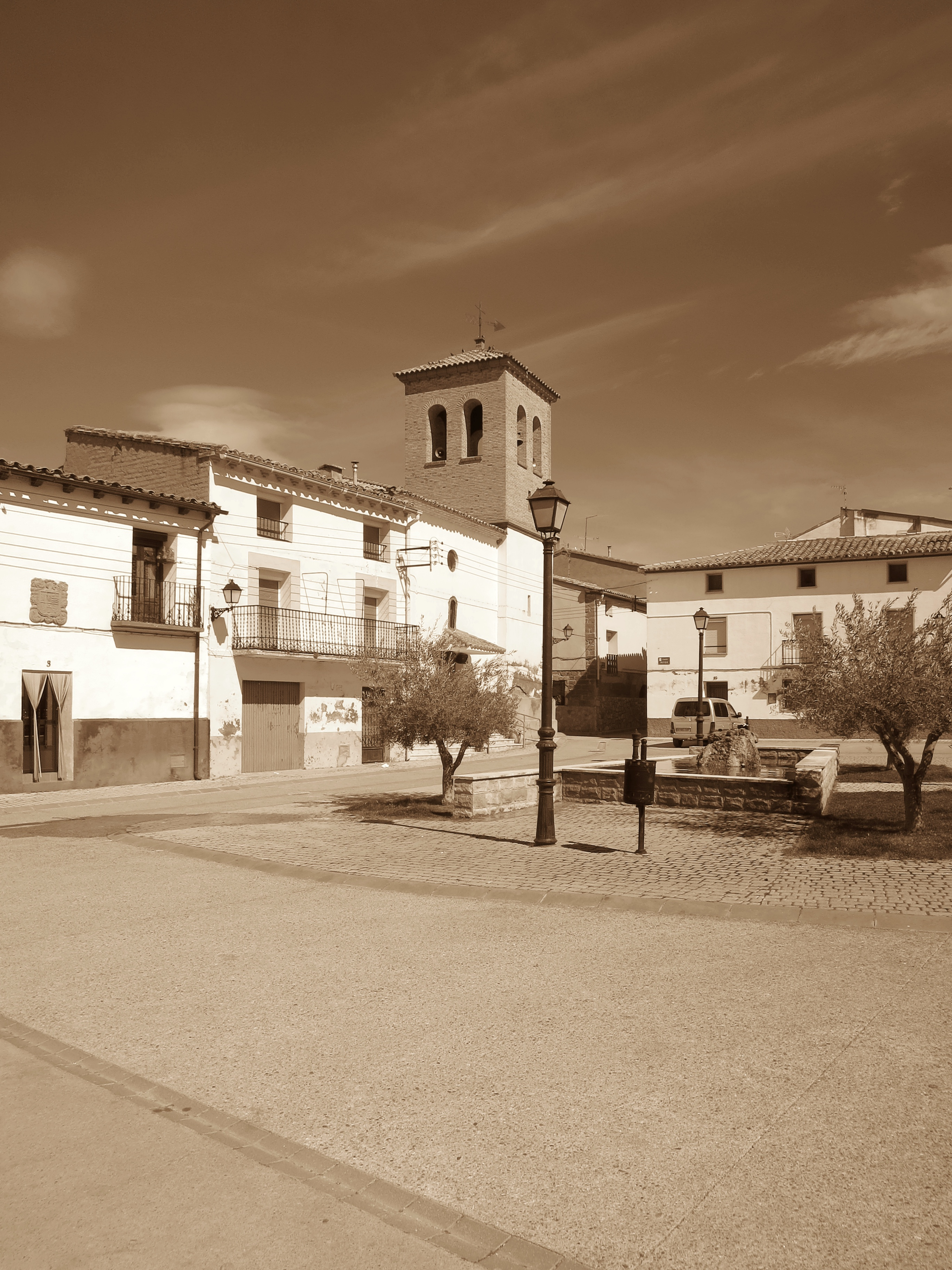
Kirche Mariä Himmelfahrt und Großer Platz
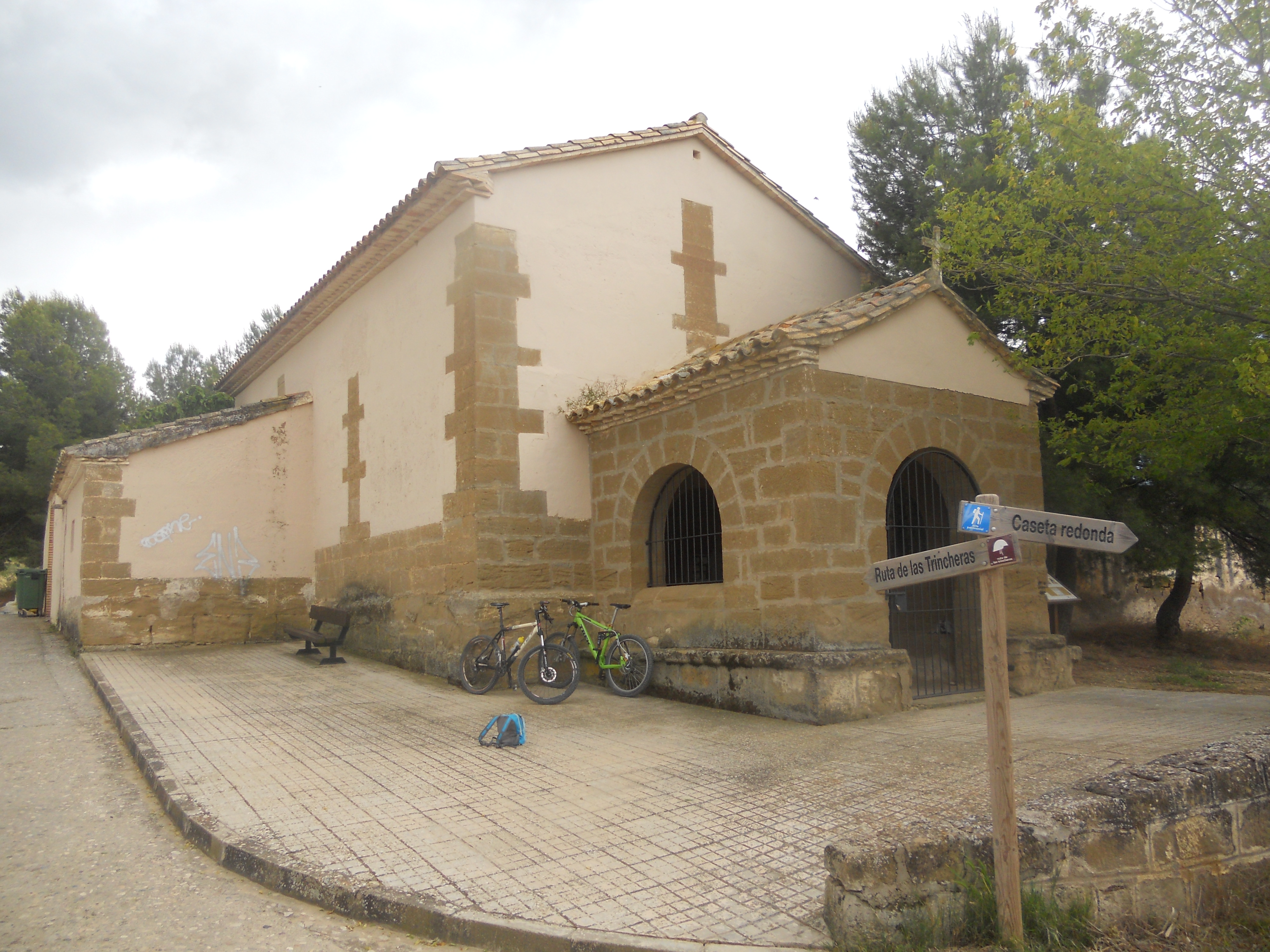
Einsiedelei

## Bevölkerung
| Jahr      | 1900 | 1910 | 1930 | 1940 | 1950 | 1960 | 1970 | 1981 | 1992 | 2001 | 2011 | 2019 |
| --------- | ---- | ---- | ---- | ---- | ---- | ---- | ---- | ---- | ---- | ---- | ---- | ---- |
| Einwohner | 282  | 267  | 266  | 289  | 270  | 250  | 265  | 220  | 191  | 181  | 715  | 771  |